# Roman Lešek
Roman Lešek, slovenski atlet, * 7. avgust 1937, Celje.
Lešek je v AD Kladivar vstopil leta 1952 in pričel trenirati skok ob palici. V tej atletski disciplini je za Jugoslavijo nastopil na Poletnih olimpijskih igrah 1960 v Rimu, kjer je zasedel 14. mesto, in na Poletnih olimpijskih igrah 1964 v Tokiu, kjer je osvojil 13. mesto. Osebni rekord, 4,91 m, je postavil leta 1964. Na evropskih prvenstvih je osvojil deveto mesto leta 1958 s 4,30 m in šesto mesto leta 1962 s 4,55 m. Na Sredozemskih igrah leta 1963 v Neaplju je zmagal s 4,75 m, prav tako tudi na Balkanskih igrah istega leta s 4,70 m. Slovenski rekord v skoku s palico je popravil kar dvajsetkrat krat. Reprezentanci Jugoslaviji in Sloveniji je 49-krat zastopal na mednarodnih tekmovanjih. 8. avgusta 1964 je kot prvi slovenski atlet naskakoval višino 5 m, toda neuspešno. Roman je postavljal slovenske rekorde v štirih atletskih disciplinah: skok s palico (4.91 m, 3.8.1964 v Ljubljani), skok v daljino (7.43 m, 11.7.1959 v Zagrebu), tek na 200 metrov (21.7 s, 30.9.1959 v Celju) in tek 4x100 metrov (42.8 s, 19.8.1957 v Ljubljani). 
Leta 1971 je prejel Red dela z zlatim vencem, leta 1972 Bloudkovo plaketo, leta 1992 pa še Bloudkovo nagrado.

## Rekordi
| Višina (m) | Datum              | Kraj      | Rekord        | Opombe                 |
| ---------- | ------------------ | --------- | ------------- | ---------------------- |
| 3,84       | 7. avgust 1955     | Maribor   | Slovenski     |                        |
| 3,90       | 7. avgust 1955     | Maribor   | Slovenski     |                        |
| 4,00       | 28. avgust 1955    | Sarajevo  | Slovenski     | prvi Slovenec prek 4 m |
| 4,15       | 9. september 1956  | Zagreb    | Slovenski     |                        |
| 4,15       | 23. september 1956 | Zagreb    | Slovenski     |                        |
| 4,20       | 29. september 1956 | Zagreb    | Slovenski     |                        |
| 4,33       | 16. julij 1957     | Zagreb    | Jugoslovanski |                        |
| 4,36       | 16. julij 1957     | Zagreb    | Jugoslovanski |                        |
| 4,40       | 27. april 1958     | Maribor   | Jugoslovanski |                        |
| 4,41       | 29. julij 1958     | Zagreb    | Jugoslovanski |                        |
| 4,42       | 19. julij 1959     | Kairo     | Jugoslovanski |                        |
| 4,45       | 17. september 1961 | Beograd   | Jugoslovanski |                        |
| 4,52       | 2. september 1962  | Velenje   | Jugoslovanski |                        |
| 4,55       | 15. september 1962 | Beograd   | Jugoslovanski | EP 6. mesto            |
| 4,60       | 11. maj 1962       | Celje     | Jugoslovanski |                        |
| 4,62       | 17. julij 1963     | Celje     | Jugoslovanski |                        |
| 4,72       | 29. julij 1963     | Celje     | Jugoslovanski |                        |
| 4,75       | 29. september 1963 | Neapelj   | Jugoslovanski | Sred. igre. 1. mesto   |
| 4,80       | 28. maj 1964       | Celje     | Jugoslovanski |                        |
| 4,91       | 8. avgust 1964     | Ljubljana | Jugoslovanski |                        |